# Пулкраб, Матей
Ма́тей Пул́краб (чеш. Matěj Pulkrab; род. 23 мая 1997, Прага) — чешский футболист, нападающий клуба «Млада-Болеслав».

## Карьера
Пулкраб является воспитанником пражской «Спарты». В 2015 году окончил академию, выступал за молодёжную команду. 13 января 2016 года был отдан в аренду в «Слован» сроком на полгода. 12 марта 2016 года дебютировал в чемпионате Чехии в поединке против «Пршибрама», выйдя на замену на 90-й минуте вместо Марека Бакоша. 30 апреля 2016 года забил свой первый профессиональный мяч в ворота «Зброёвки». Всего же в последних трёх матчах сезона Пулкраб отличился четыре раза.
Летом 2016 года Пулкраб вернулся в родную «Спарту». 18 августа 2016 года дебютировал за команду в поединке Лиги Европы против датского «Сённерйюска», выйдя на замену на 80-й минуте вместо Йосефа Шурала. Спустя три дня 21 августа Пулкраб дебютировал за «Спарту» в чемпионате сезона 2016/17 поединком против «Яблонца», выйдя на замену после перерыва и отличившись на 75-й минуте.